# هنريك رافن
هنريك رافن (بالدنماركية: Henrik Ravn Jensen)‏ هو لاعب كرة قدم دنماركي في مركز الهجوم، ولد في 21 سبتمبر 1965 في هورسينس في الدنمارك. لعب مع فورتونا دوسلدورف ونادي إيسبيرغ ونادي فايله ونادي هورسينس.

## وصلات خارجية
- هنريك رافن على موقع قاعدة بيانات كرة القدم.إي يو (الإنجليزية)
- هنريك رافن على موقع بيانات كرة القدم. دي إي (الألمانية)
- هنريك رافن على موقع عالم كرة القدم.نت (الإنجليزية)